# Reuverien
Het Reuverien is een etage uit de Nederlandse stratigrafie (of de tijdsnede waarin deze etage gevormd werd), die in heel Noordwest-Europa gebruikt wordt. Het Reuverien wordt gezien als de bovenste etage van het Plioceen en heeft een ouderdom van 3,600 tot 2,58 miljoen jaar. Het volgt op het Brunssumien en op het Reuverien ligt het Pretiglien. Het Reuverien komt overeen met het Piacenzien uit de officiële geologische tijdschaal van de ICS.
Het Reuverien is genoemd naar de Klei van Reuver, die in de komgronden langs de oer-Rijn werd afgezet.